# Atrichopogon ferenudus
Atrichopogon ferenudus är en tvåvingeart som beskrevs av Bose och Gupta 2003. Atrichopogon ferenudus ingår i släktet Atrichopogon och familjen svidknott. Inga underarter finns listade i Catalogue of Life.